# Чандракетугарх
Чандракетугарх (англ. Chandraketugarh) — место раскопок в Западной Бенгалии, Индия. Находится около посёлка Беракампа, в 35 км к северо-востоку от Калькутты.
Раскопки проводили в 1957—1968 годах. По данным археологов, это был хорошо укреплённый город с валами и рвами. Археологи считают, что там располагался речной порт Гангаридаи, известный по описанию Птолемея и игравший ключевую роль в индо-римской торговле.
В ходе раскопок были обнаружены слои эпохи Маурьев (IV—III века до нашей эры), в том числе реликвии культуры северной чёрной лощёной керамики. Поздние эпохи более обильны артефактами: во времена Шунгов (II—I века до нашей эры) в данном месте создавались изысканные изделия из терракоты, посуда с рельефными изображениями, что говорит о высоком уровне гончарного искусства. Здесь нашли предметы из слоновой кости и ювелирные украшения. Религиозных сооружений, как и светских, не найдено: вероятно, они были созданы из дерева и бамбука, а потому исчезли за две тысячи лет. Поселение процветало в Кушанскую эпоху (I—II века нашей эры), в эру Гуптов и даже в период раннего средневековья (империя Пала). Однако в XIII веке поселение опустело и больше не восстанавливалось. Причиной гибели города стало, возможно, обмеление реки.
Известным уроженцем города являлся средневековый бенгальский поэт Хана (XII век).

## Находки

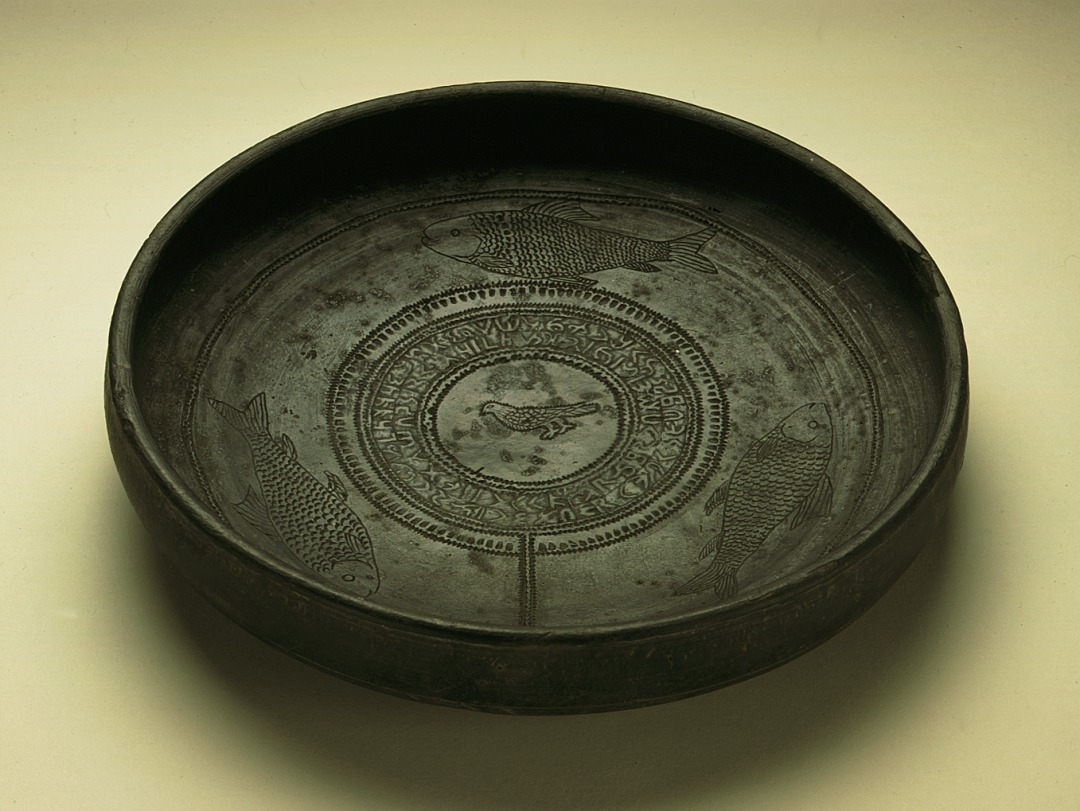
Тарелка с изображением рыб, I век до нашей эры
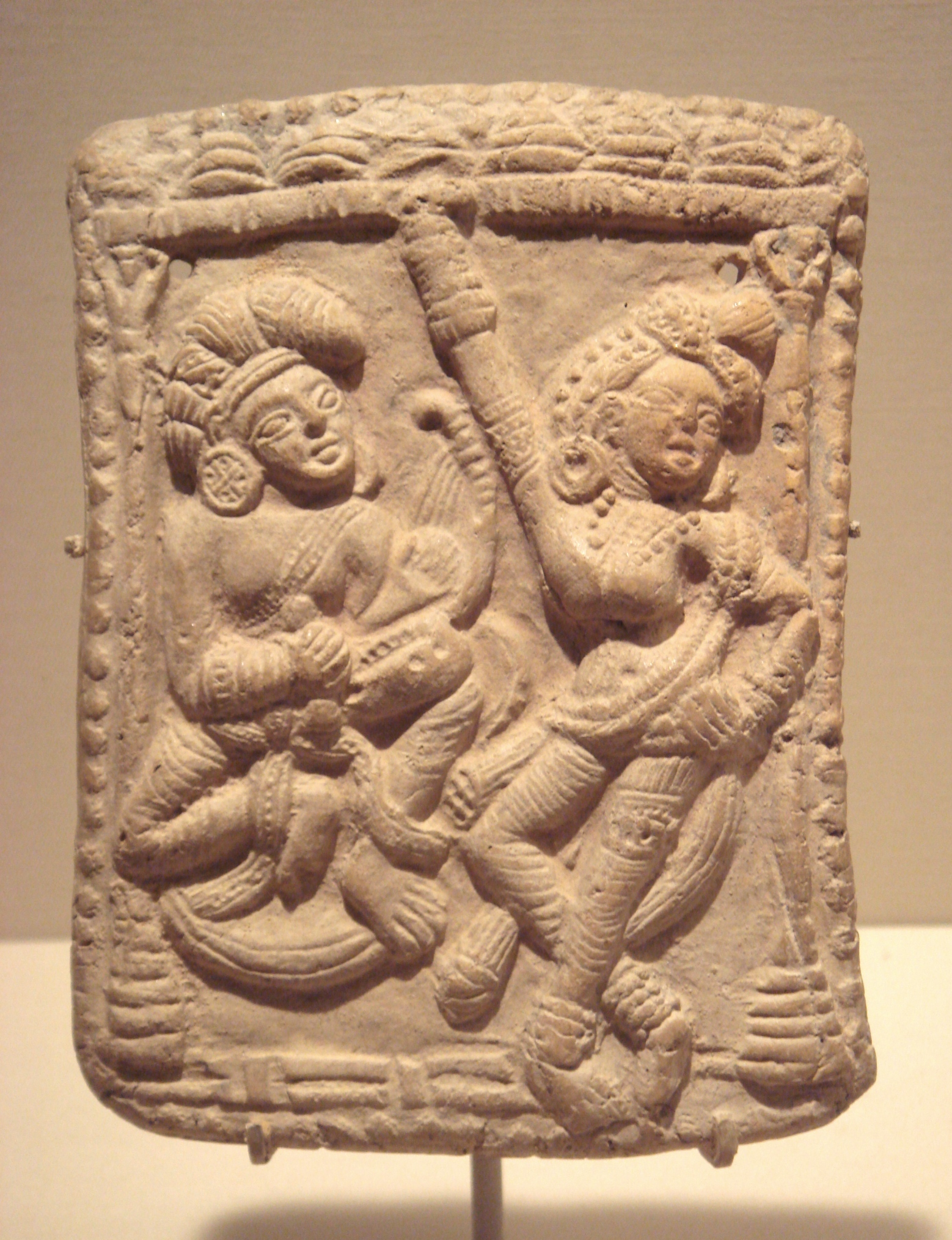
Королевская семья, I век до нашей эры.
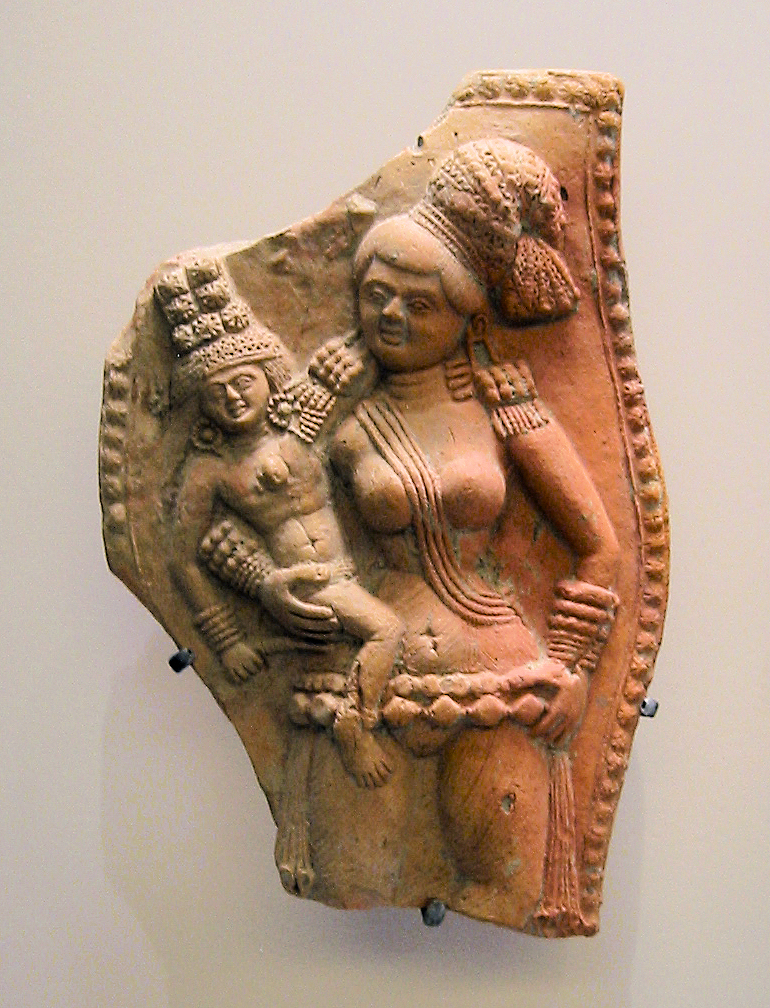
Терракота Чандракетугарха, II век до нашей эры.
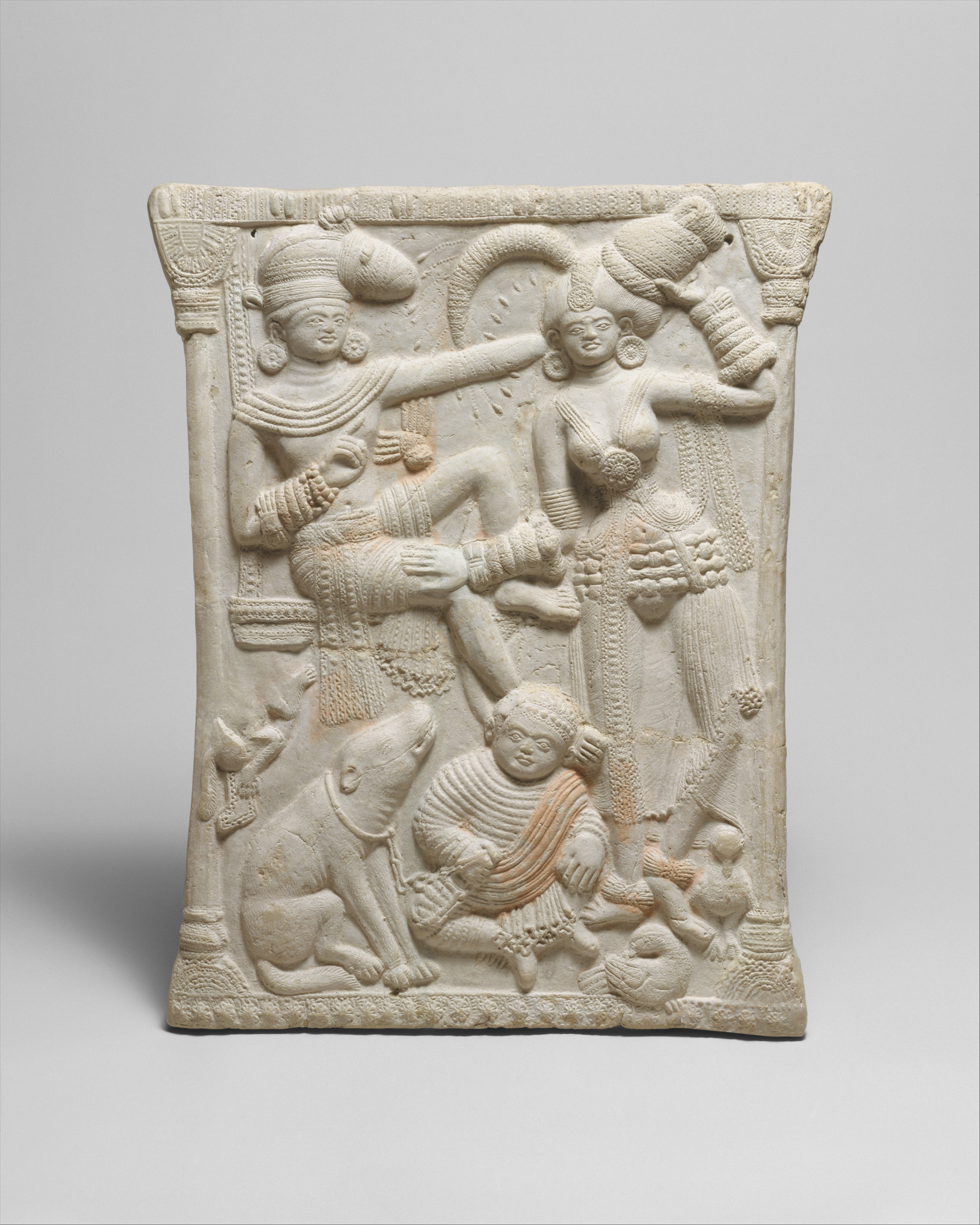